# Tomasz Kiendyś
Tomasz Kiendyś (Krosno Odrzańskie, Voivodat de Lubusz, 23 de juny de 1977) és un ciclista polonès, professional del 2001 al 2016..
Va debutar com a professional el 2001 amb l'equip Mikomax. Amb aquest equip va guanyar la carrera per etapes polonesa Szlakiem Grodów Piastowskich el 2006, gràcies a la seva victòria en la contrarellotge de la segona etapa. Aquest mateix any va guanyar el Mazovia Tour, una etapa de la Cursa de Solidarność i els Atletes Olímpics i una etapa del Roine-Alps Isère Tour. A causa d'aquests bons resultats, va fitxar per l'equip CCC Polsat Polkowice. Amb aquest equip va guanyar la Szlakiem Grodów Piastowskich per segon any consecutiu. Va guanyar el pròleg de la Flèche du Sud el 2007 a Luxemburg, on va acabar segon.

## Palmarès
- 2005
  - 1r al Szlakiem walk Major Hubal
- 2006
  - Vencedor d'una etapa de la Roine-Alps Isera Tour
  - 1r al Szlakiem Grodów Piastowskich, i vencedor d'una etapa
  - 1r al Mazovia Tour
  - Vencedor d'una etapa de la Cursa de Solidarność i els Atletes Olímpics
- 2007
  - 1r al Szlakiem Grodów Piastowskich, i vencedor de 2 etapes
  - 1r al Szlakiem walk Major Hubal
  - Vencedor d'una etapa de la Fletxa del sud
- 2008
  - 1r al Memorial Andrzej Trochanowski
  - 1r al Gran Premi Jasnej Góry
  - 1r al Szlakiem walk Major Hubal, i vencedor d'una etapa
  - Vencedor d'una etapa de la Szlakiem Grodów Piastowskich
  - Vencedor d'una etapa del Mazovia Tour
- 2009
  - 1r al Puchar ministra Obrony Narodowej
  - Vencedor d'una del Tour de Taiwan
  - Vencedor d'una de la Volta al Marroc
- 2010
  - 1r al Szlakiem walk Major Hubal, i vencedor d'una etapa
- 2011
  - 1r al Puchar ministra Obrony Narodowej
- 2012
  - Vencedor d'una etapa del Bałtyk-Karkonosze Tour
- 2016
  - Vencedor d'una etapa a la Dookoła Mazowsza